# Raymond Collishaw
El vice-mariscal de l'aire Raymond Collishaw, (Nanaimo, Columbia Britànica, Canadà, 22 de novembre de 1893 - West Vancouver, Columbia Britànica, Canadà, 28 de setembre de 1976) fou un distingit pilot de combat canadenc, líder d'esquadró, i oficial comandant que serví a la Royal Naval Air Service (RNAS) i més tard a la Royal Air Force. Fou l'as d'asos de la RNAS i el segon as amb més victòries canadenques de la Primera Guerra Mundial, amb un total de 60, tot just per darrere de William Bishop. Era considerat un gran líder durant els combats aeris, liderant la majoria de les seves formacions durant els combats. Com a membre de la RAF durant la Segona Guerra Mundial, comandà l'Esquadró núm. 204, esquadró que més tard esdevindria la Desert Air Force al nord d'Àfrica.

## Primers passos
Raymond Collishaw va néixer a Nanaimo, Columbia Britànica, Canadà el 22 de novembre de 1893. El seu pare fou John Edward Collishaw de Wrexham, Gal·les i la seva mare, Sarah "Sadie" Jones de Newport, Gal·les però criada a Pantygog, Garw Valley. A l'edat de 15 anys, s'enrolà al Canadian Fisheries Protection com a mosso de cabina. Era un mariner de classe baixa a bord de l'Alcedo quan aquest navegà cap al cercle polar àrtic en busca de l'expedició de Stefansson. Desgraciadament, l'expedició arribà massa tard per a rescatar el Karluk.

## Primera Guerra Mundial
Amb l'esclat de la guerra el 1914, la seva idea inicial fou d'enrolar-se a la Royal Navy anglesa, i per això, creuà l'Atlàntic costejant-se ell mateix les despeses amb aquesta finalitat. El 1915, ja s'havia espavilat per a ser primer oficial. A finals de 1915, Collishaw entrà a la Royal Naval Air Force, i fou qualificat com a pilot el gener de 1916. Passà 7 mesos patrullant la costa britànica fins que, el 2 d'agost de 1916, entrà a la tercera divisió (Wing) de la RNAS, que operava a Ochey, França, on pilotaria un Sopwith 1½ Strutter. Alguns d'aquests Sopwiths eren equipats com a bombarders, mentre que d'altres eren dissenyats com a caces biplaça.

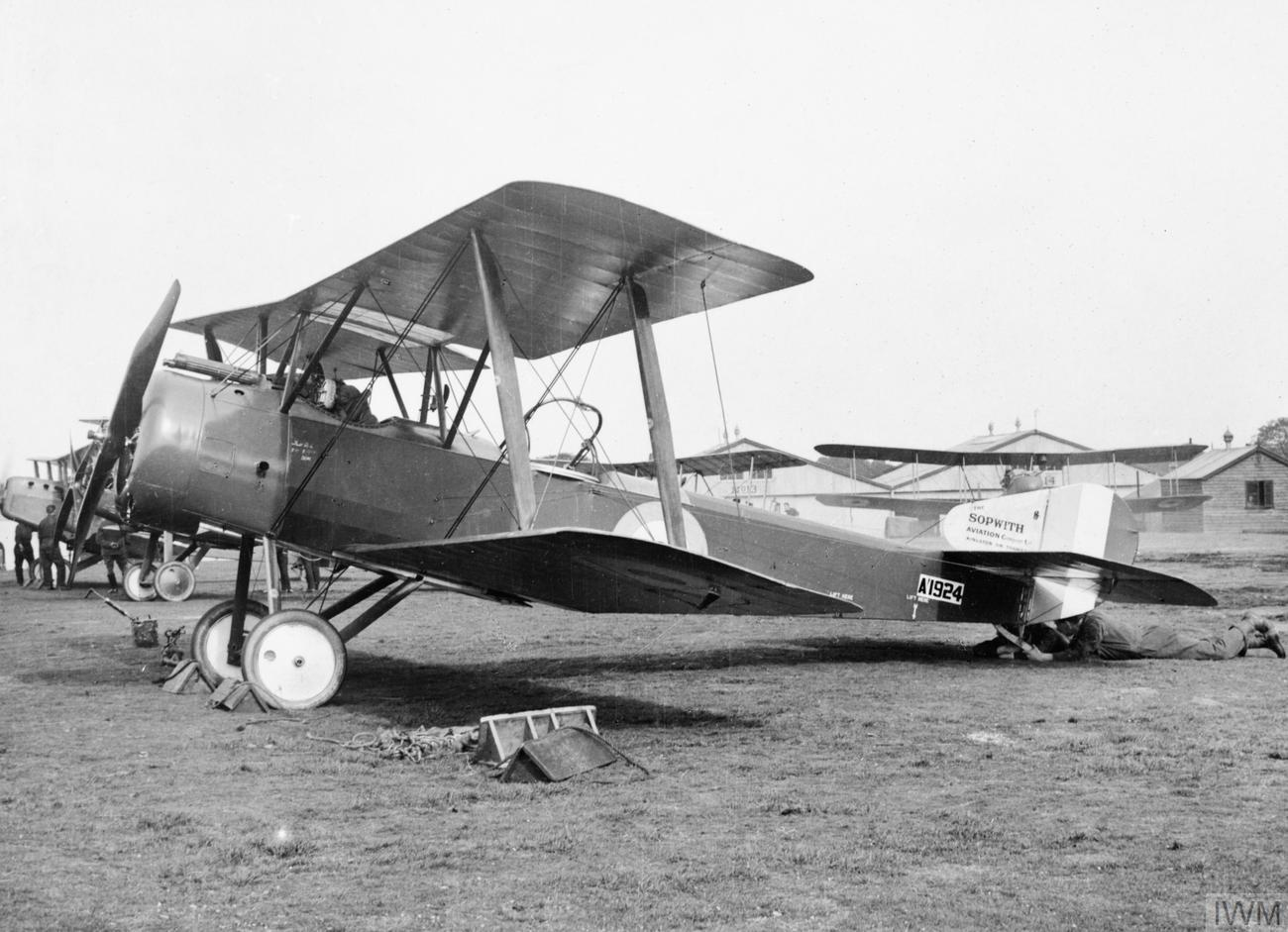
Un Sopwith 1½ Strutter.

La primera victòria, tot i que no fou acreditada, de Collishaw fou mentre escortava el primer bombardeig de la seva unitat a Alemanya, el 12 d'octubre de 1916. El bombardeig pretenia destruir la fàbrica de rifles Mauser a Oberndorf, Alemanya. Els bombarders ja quasi havien assolit el seu objectiu quan foren atacats per sis Fokkers. Collishaw es posicionà perquè el seu observador pogués obrir foc vers un d'aquests, cosa en què reeixiren, i tocaren el fokker. Llavors, Collishaw virà, guanyant alçada, i disparà una ràfega amb la metralladora frontal. El fokker fou impactat, i va perdre el control, tal com afirmaven les tripulacions britàniques, s'havia estavellat contra el terra. Tot i això, les autoritats alemanyes afirmaren que no havien perdut cap aparell, però en aquells temps era normal atribuir les pèrdues a accidents abans que a accions de l'enemic.
Les dues victòries següents de Collishaw foren visionades per milers de tropes franceses. Estava transportant un nou aparell des de comandància quan sis aparells enemics van aparèixer d'entre els núvols i l'atacaren. Eren sis contra un, i a més, els alemanys tenien l'avantatge de l'alçada. Collishaw, de la mateixa manera que a Barker i McKeever, preferia combatre prop de terra en situacions tan desfavorables, i per això descendí. Al nivell de l'alçada dels arbres, l'avantatge en nombre significava bastant menys. En dos ràfegues ràpides, va abatre dos Albatros que s'estavellaren contra els arbres, cosa que feu que els altres marxessin. El combat va impressionar tant als francesos que el van condecorar amb la Creu de Guerra.
El 27 de desembre, mentre tornava d'un bombardeig a una siderúrgica a Dillingen, l'aparell de Collishaw fou danyat en ple vol, i aconseguí arribar planejant més enllà de les línies franceses prop de Nancy, França, on finalment s'estavellà i deixà l'aparell totalment destruït. Aquest va ser el primer d'una sèrie d'accidents. Sortí d'entre les restes somrient, i preparat per volar de nou.
Al febrer de 1917, Collishaw fou destacat a l'Esquadró núm. 203, que estava operant prop de Cambrai. Durant els dos mesos que va passar allà, Collishaw fou ordenat d'escortar bombarders en diverses missions, en una de les quals obtingué una victòria. A l'abril, tornà a la costa, essent transferit a l'Esquadró núm. 210 de les forces navals, principalment encarregat de patrullar la costa.

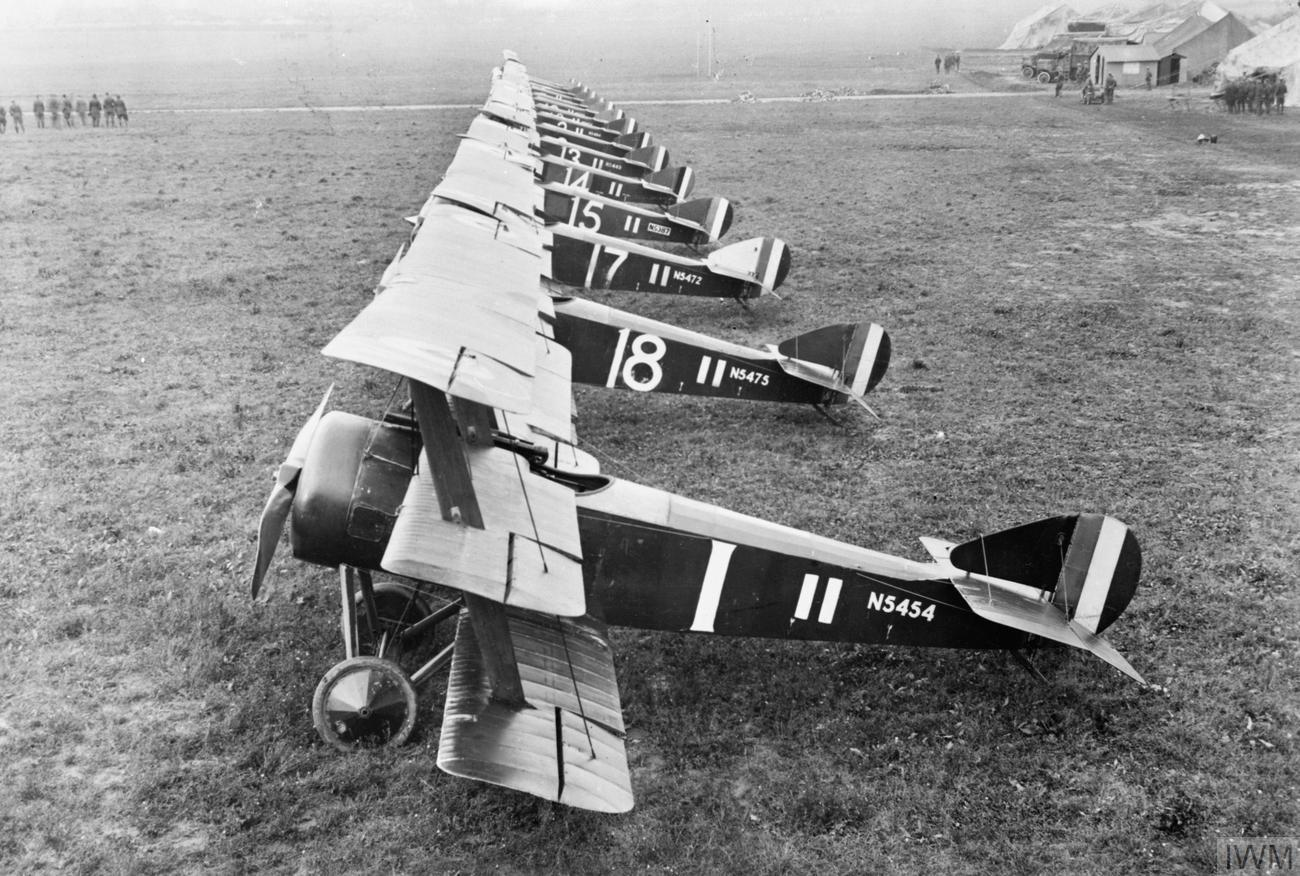
Triplans de l'esquadró núm. 1 a Bailleul, França.

A finals de maig, la Royal Flying Corps necessitava urgentment reforços, principalment a causa de l'Abril Sagnant. A causa d'això, Collishaw fou ascendit al rang de comandant en vol. Els vols "B" de Collishaw serien formats pràcticament per canadencs. Tot i que els superiors britànics estaven totalment en contra de pintar els aparells, la unitat de Collishaw pintà els seus Sopwith Triplans de color negre, i es van anomenar a si mateixos All-Black Flight, més tard coneguts simplement com els Black Flight.
Els aparells de l'All-Black Flight foren batejats amb noms adequats. Ellis Reid, de Toronto, pilotava el Black Roger; J. E. Sherman, de Winnipeg, pilotava el Black Death; Gerry Nash de Hamilton, anomenava al seu aparell Black Sheep, i William Alexander, de Toronto, batejà el seu aparell com Black Prince. El líder de patrulla, Collishaw, pilotava l'aparell que duia el nom de Black Maria.
Durant els dos primers mesos, reclamaren un total de 87 aparells abatuts entre tots, tot i que, curiosament, no captà l'atenció del públic en general. Collishaw afirmà més tard que aquest fet era a causa del fet que els oficials de la Royal Flying Corps, eren reticents a lloar i donar crèdit als pilots de les forces navals. Collishaw fou el primer pilot de la Commonwealth en reclamar sis victòries en un sol dia (6 de juliol de 1917). També s'ha dit que Collishaw fou el causant d'abatre l'as alemany Karl Allmenröder, però aquesta afirmació ha estat posada en dubte.
La primera baixa d'aquesta unitat arribà poc després d'aconseguir la 50a victòria. El 26 de juny, els All-Blacks es toparen amb la Jagdstaffel 11 de Manfred von Richthofen. Gerry Nash es trobà combatent contra dos pilots alemanys sense ajuda. Un dels dos era el Tinent Karl Allmenröder, as amb unes 30 victòries, segon as amb més victòries d'entre els asos alemanys tot just per darrere del Baró Roig, i l'altre era el mateix von Richthofen.
Tot i estar combatent contra els dos pilots alemanys més letals, Nash combatí de manera més que destacable. Virà i feu infinitat de maniobres, buscant l'escapatòria, però finalment Allmenröder executà una ràfega reeixida, i els controls de Nash es veieren greument danyats. Va caure fora de combat i aconseguí aterrar sa i estalvi, tot i que darrere de les línies enemigues, on va destruir el seu aparell abans de ser capturat.
Els quatre restants quedaren amargament tristos per la pèrdua, ja que havien conviscut com a germans, i juraren vigilar els Albatros de l'esquadró de von Richthofen, el qual havia abatut a Nash. En aquells moments, pensaven que Nash era mort. El matí del 27 de juny es toparen de nou amb l'esquadró de von Richthofen prop de Kortrijk (Bèlgica), i aquest cop fou Collishaw el que entrà en combat amb l'Albatros verd d'Allmenröder, tot i que en aquells moments no era conscient que estava perseguint el pilot que havia abatut a Nash. Fou un dels dogfights més memorables de la guerra, com el de Barker contra Linke o Hawker contra von Richthofen. Dos pilots hàbils i amb molta experiència, que coneixien tots els trucs, s'havien trobat.

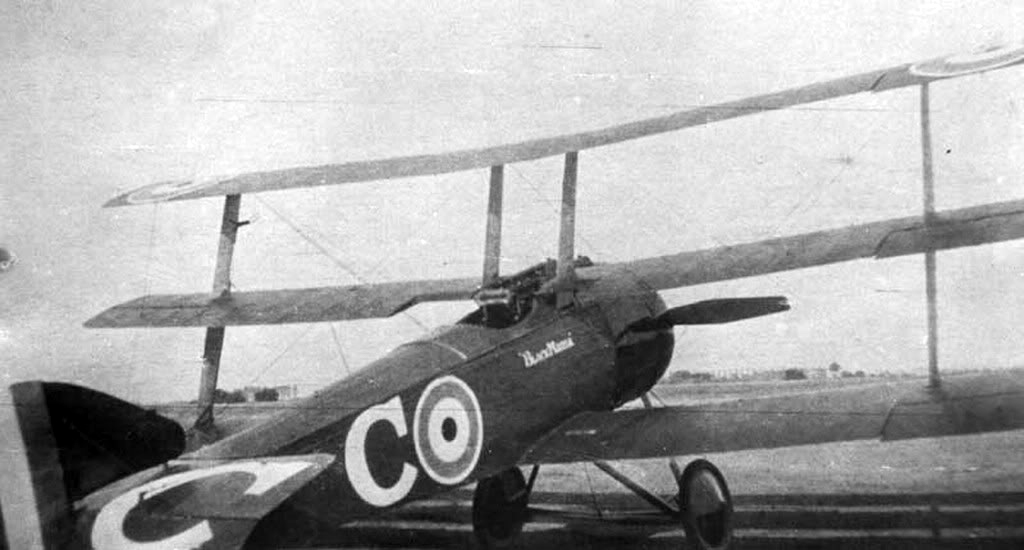
El Sopwith Triplà de Collishaw, 'Black Maria', 1917.

Es trobaren frontalment, i llavors començà el ball (dogfight), fins que finalment Collishaw s'avantatjà, i Allmenröder va perdre el control del seu aparell, per a estavellar-se de mort prop de Lilla. Nash, empresonat, sentí les campanes de l'església aquella tarda, i sapigueu gràcies al guàrdia que era el funeral d'Allmenröder, qui l'havia abatut. El guàrdia digué que: "Allmenröder ha estat abatut pel líder dels triplans negres".
L'agost, Collishaw tornà al Canadà per a descansar durant dos mesos, el segon as de l'Imperi Britànic supervivent amb més victòries. Ell era pràcticament un desconegut si el comparem amb l'as d'asos del moment, Billy Bishop, quan tornà al Canadà més o menys sobre les mateixes dates. En aquest moment, havia estat condecorat amb dos medalles durant l'estiu: la Creu del Servei Distingit i l'Orde del Servei Distingit. En tornar a la guerra a finals de novembre, li fou conferida la comandància de l'Esquadró núm. 213, que operava prop de Dunkerque, i s'encarregava de patrullar el Canal de la Mànega.
El fet més destacable durant aquest temps fou una trobada amb una formació de caces alemanys en la qual no es va disparar ni un sol tret. L'esquadró estava oferint protecció a un aparell d'observació, que estava recopilant dades sobre l'artilleria prop de Zeebrugge. La formació alemanya s'apropà, i Collishaw liderà els seus pilots cap al combat quan s'adonà que les seves metralladores s'havien encallat a causa de les baixes temperatures que havien congelat l'oli. Intentà atacar diverses vegades però els alemanys es retiraren. Llavors Collishaw s'adonà que totes les metralladores de l'esquadró s'havien encallat per la mateixa raó, i deduí que les dels caces alemanys havien tingut el mateix problema.
El 23 de gener de 1918, Collishaw tornà a l'àrea amb més moviment, al Front Occidental per a comandar l'Esquadró núm. 3, el qual estava equipat amb els aparells britànics més letals, els caces Sopwith Camel. L'1 d'abril la RNAS i la RFC es fusionaren, reconvertint-se el seu esquadró en l'Esquadró núm. 203. Collishaw restà en la comandància amb el seu nou rang de Major, trobant que servir com a oficial en cap requeria massa temps per a fer feina de despatx. Tot i això trobà temps per a volar, i a finals d'estiu, havia estat condecorat amb la Creu dels Vols Distingits i amb una barra al seu orde del Servei Distingit.
Collishaw s'escapà de la mort en diverses ocasions durant la guerra. Havia estat abatut fora de control i accidentat unes quantes vegades. Un cop, perdut entre la boira, aterrà en un aeròdrom alemany, i estava rodant per la pista quan s'adonà de les insígnies alemanyes dels aparells, i les tropes alemanyes corrent cap a ell per arrestar-lo. Collishaw premé l'accelerador, s'enlairà i s'escapà. En una altra ocasió, les seves ulleres van quedar inutilitzades a causa d'una bala. Un cop els controls del seu aparell foren inutilitzats per l'artilleria antiaèria germànica i hagué de planejar fins que el seu aparell aterrà accidentalment, per sort prop de les trinxeres britàniques del front.

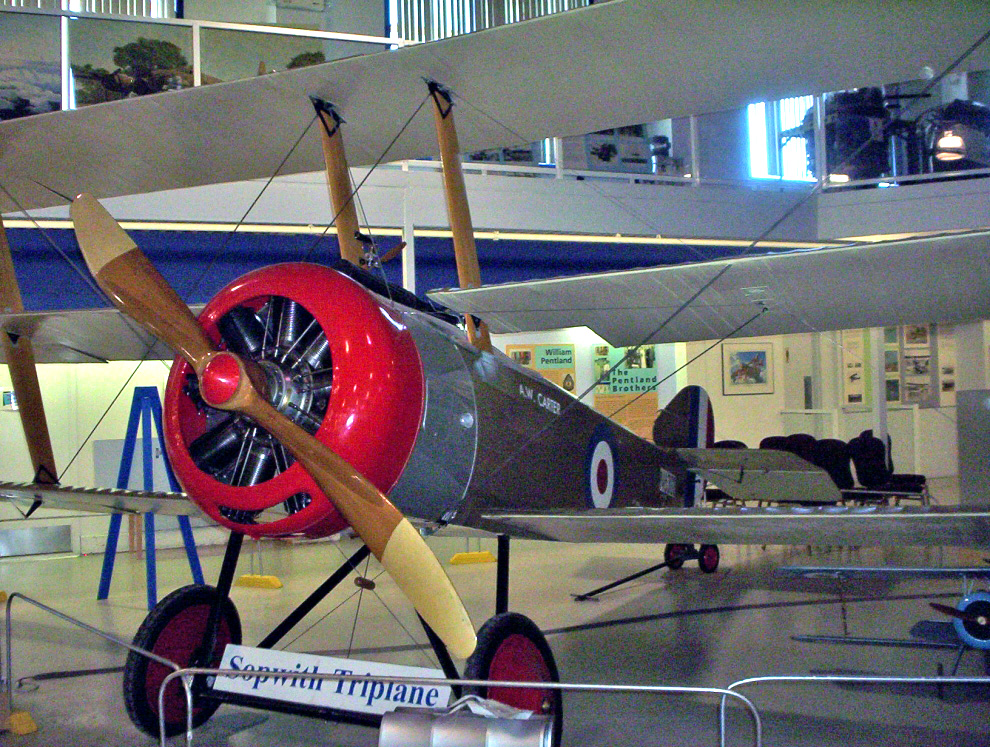
Una rèplica del Sopwith Triplà al Museu Aeroespacial de Calgary al 2005.

Collishaw fou condecorat amb la Creu del Servei Distingit, la Creu dels Vols Distingits, l'Orde del Servei Distingit amb una barra i la Creu de Guerra francesa. Acabà la guerra amb un total de 60 victòries confirmades (del total de 81 reclamades), 28 de les quals eren aparells destruïts compartits, 28 i 2 compartits duts fora de control i dos "abatuts".

## Rússia el 1919
Collishaw era a Anglaterra treballant en la creació de la Royal Canadian Air Force quan l'armistici fou signat. Poc després fou promocionat a Tinent Coronel. Al desembre es va prendre un temps de descans al Canadà abans de tornar a Anglaterra. Estava planejant creuar l'atlàntic en un bombarder especial per a llargues distàncies quan els seus plans es veieren interromputs pels esdeveniments.
Es decidí enviar un esquadró per a ajudar a les forces blanques del General Denikin durant la Guerra Civil Russa i s'escollí a Collishaw per a comandar-lo. El seu esquadró es trobà de sobte lluitant contra els bolxevics, que tenien alguns pilots de qualitat alemanys pilotant els seus aparells. La campanya començà bé per a ells, però en algun moment les coses van deixar de funcionar, retirant-se després de ser derrotats. Durant aquest temps però, Collishaw aconseguí una victòria, a més d'esfonsar un vaixell artiller enemic amb una bomba llençada des del seu Sopwith Camel.

## Període d'entreguerres
Després que l'Esquadró núm.47 fos retirat de Rússia, Collishaw fou enviat a Egipte per a comandar Esquadró núm.84. L'esquadró fou posteriorment enviar a Pèrsia, que esdevindria un protectorat britànic després de la guerra, per a defensar-se dels russos. En la llista d'honor d'any nou del 1921, Collishaw hi aparegué com Oficial de l'Orde de l'Imperi Britànic.
El 1935 i 1936, durant la Segona Guerra Italo-Abissínia, Collishaw comandà la divisió núm. 5 de la RAF.

## Segona Guerra Mundial
Durant la Segona Guerra Mundial, Collishaw obtingué el rang de vice-mariscal de l'aire i a continuació comandant l'Esquadró núm. 204 al nord d'Àfrica. Fou nomenat Company de l'orde del Bany en aquests moments. Més tard fou nomenat Oficial Comandant de l'aire de la divisió núm. 14 situada al nord d'Escòcia. Es retirà de la RAF, en contra de la seva voluntat, el juliol de 1943 i restà la resta de la guerra en la posició d'oficial encarregat de la coordinació de la defensa aèria regional.

## Últims anys i llegat

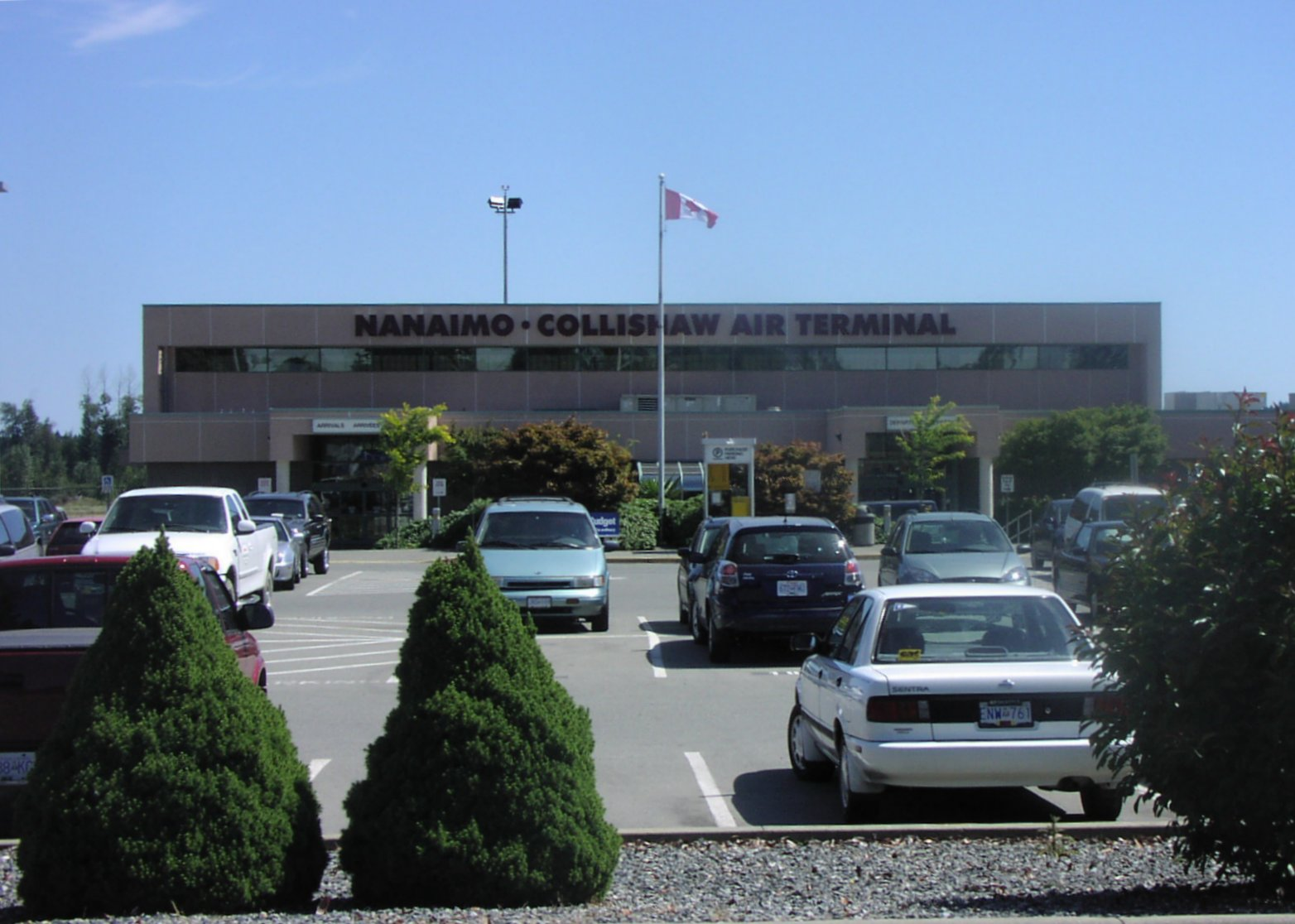
Terminal de Nanaimo-Collishaw.

Les seves memòries foren titulades Air Command, A Fighting Pilot's Story i publicades el 1973. Collishaw morí el 28 de setembre de 1976 a West Vancouver, British Columbia a l'edat de 82 anys.
A principis dels 50 ja es va començar a posar en dubte si les victòries de Collishaw s'havien menyspreat, ja que la RNAS rebia menys crèdit que la RFC. Alguns historiadors l'acrediten amb 81 victòries no oficials, cosa que el situarien al capdamunt de la llista d'asos de la Primera Guerra Mundial, just per sobre del Baró Roig i de l'as d'asos de l'Imperi Britànic ja sigui Billy Bishop o Edward Mannock. De totes maneres, si s'haguessin aplicat normes més estrictes de verificació de victòries, el seu nombre total de victòries, de la mateixa manera que el de tots els membres de la RAF, RFC i RNAS es veurien considerablement reduïts.
Un home que volà amb ell afirmà que ell donava sovint victòries als seus pilots novells, per a millorar la seva confiança. El pilot novell passaria per haver aconseguit una victòria quan Collishaw ho afirmés. El pilot, seguint ansiosament al líder, es trobaria de sobte a la cua d'un aparell de reconeixement alemany, i intentant controlar el seu aparell, veuria el seu punt de mira tremolar per tot el cel. En prémer el gallet, escamparia un carregador pel cel sense tan sols impactar l'enemic. Al mateix temps, Collishaw apareixeria ben a prop; i executant una curta però mortal ràfega impactaria l'enemic. El pilot es quedaria sorprès en veure l'aparell enemic en flames caient cap a terra. En arribant a l'aeròdrom, es trobaria amb el líder, qui donant-li un copet a l'espatlla li diria "Molt bé! Gran espectacle! N'has abatut un!" I el novell, incapaç de pronunciar una sola paraula, assentiria tímidament, i després volaria amb Collishaw a qualsevol lloc. Aquesta idea (d'acord amb la història) seria part de les grans qualitats de Collishaw de lideratge.
L'esquadró núm. 205 Collishaw de cadets de la Royal Canadian Air, en tribut a ell, es troba al seu poble natal de Nanaimo, i l'esquadró núm. 204 Black Maria, en tribut al seu aparell, es troba a Kamloops.
El 2 d'octubre de 1999, la terminal de l'aeroport de Nanaimo, passà a anomenar-se Terminal Nanaimo-Collishaw en el seu honor.

## Historial de rangs

### Royal Navy
- Sotstinent de vol – 10/1/1916
- Comandant de vol – 31/12/1917
- Cap d'Esquadró de vol – 2/1/1918

### Royal Air Force
- Capità – 1/4//1918 (temporal)
- Major, 1/4/1918 (temporal)
- Tinent de Vol, RAF- 1/8/1919
- Cap d'Esquadró, RAF- 1/1/1922 (en funcions 8/1919-22/4/1920)
- Comandant d'Ala- 1/7/1929
- Capità de Grup- 1/7/1935
- Comodor de l'Aire- 1/4/1939
- Vicemariscal de l'Aire- 21/3/1942

## Condecoracions
Company de l'Orde del Bany – 4/3/1941
 Oficial de l'Orde de l'Imperi Britànic (militar) – 1920
 Oficial de l'Orde de l'Imperi Britànic (civil) – 1/7/1946
 Orde del Servei Distingit – 21/9/1918
 Barra de l'orde del Servei Distingit – 26/9/1917
 Creu del Servei Distingit – 20/7/1917
 Creu dels Vols Distingits – 3/8/1918
 4 Mencions als Despatxos –11/12/1917, 31/12/1918, 31/3/1920, 10/10/1922
 Medalla Britànica de la Guerra 1914-20
 Medalla de la Victòria 1914-1918
 Estrella de 1939-45
 Medalla de la Guerra 1939-1945
 Creu de Guerra 1914-1918 (França)
 Orde de Santa Anna de 2a classe amb Espases (Rússia)